# Otto Dietrich
Jacob Otto Dietrich (Essen, 31 augustus 1897 - Düsseldorf, 22 november 1952) was een Duitse nationaalsocialist, Rijksperschef van de NSDAP, SS-Obergruppenführer en staatssecretaris in het Reichsministerium für Volksaufklärung und Propaganda (RMVP).

## Het begin
Otto Dietrich was de zoon van een koopman. In 1914 ging hij naar het gymnasium in Essen en deed hij in 1917 in het Belgische Gent de militaire vorming. Als Kriegsfreiwilliger (oorlogsvrijwilliger) nam hij deel aan de Eerste Wereldoorlog en werd met het IJzeren Kruis 1914, 1e Klasse en 2e Klasse onderscheiden.
Hij studeerde in München aan de Universiteit van Frankfurt en de Universiteit van Freiburg politieke wetenschappen en promoveerde in 1921. Vanaf 1922 was hij wetenschappelijk medewerker in de Kamer van Koophandel in Essen en vanaf 1926 redacteur bij de Essener Allgemeinen Zeitung. Dietrich was de schoonzoon van Theodor Reismann-Grone. In 1928 verplaatste hij de Essener Allgemeinen Zeitung naar München. Hij leidde de handelssectie van het München-Augsburger Abendzeitung en was Münchener-correspondent van de Liepziger Neuesten Nachrichten (LNN).

## NS-carrière
In april 1929 werd Dietrich lid van de NSDAP. In hetzelfde jaar keerde hij uit Essen terug en werd redacteur van het nieuw opgerichte NSDAP-blad Nationalzeitung. Op 1 augustus 1931 werd Dietrich Rijksperschef van de NSDAP en introduceerde de NS-persconferentie. In 1932 nam hij de positie van een Reichsleiter in het Führerkorps van de NSDAP in. In hetzelfde jaar trad hij in dienst van de Schutzstaffel (SS).
Op 30 april 1933 werd Dietrich unaniem tot voorzitter van het Reichsverband der Deutschen Presse (RDP) gekozen. Sinds het begin van 1934 was hij vicepresident van de Reichspressekammer en lid van de Reichsverband der Deutschen Presse. Van 1937 tot 1945 nam hij de functie van een staatssecretaris in de RMVP waar. In deze functie voerde hij samen met Walter Funk een gezamenlijk toezicht over de Abteilung IV (Pers).
Dietrich werd voor de machtsovername persoonlijk persvoorlichter van Hitler. Op 27 januari 1934 werd hij in de rang van een SS-Gruppenführer tot Rijksperschef van de NSDAP benoemd. En leidde daarmee ook het Amtsbezeichnung Pressechef der Reichsregierung. In 1936 werd Dietrich lid van de Rijksdag voor het Wahlkreis 29 (Leipzig).
Dietrich en Max Amann waren gezamenlijk de Reichsleiter für die Presse van de NSDAP (bevoegdheid: uitgeverij), de voornaamste concurrent van Joseph Goebbels op het gebied van politieke pers. Op 20 april 1941 werd Dietrich tot SS-Obergruppenführer bevorderd.

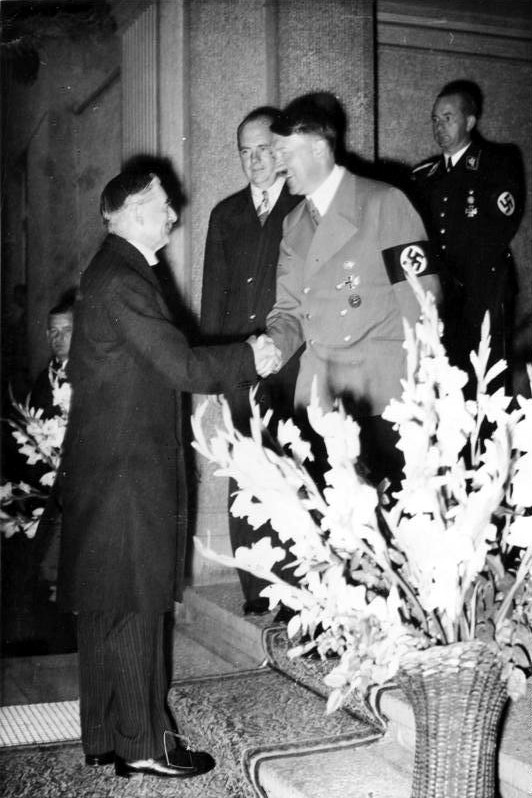
Otto Dietrich (uiterst rechts) bij het overleg over het Verdrag van München in 1938 met Adolf Hitler en Neville Chamberlain.

Dietrich beging meerdere grote propagandistische misstappen. Zo verklaarde hij in Berlijn tijdens een persconferentie op 9 oktober 1941 voor de verzamelde wereldpers dat de oorlog tegen de Sovjet-Unie gewonnen was, terwijl Duitsland in werkelijkheid korte tijd later een beslissende nederlaag in de Slag om Moskou leed. Deze foute melding werd in de gehele wereld en ook in de Völkischer Beobachter weergegeven. Volgens Goebbels: “zou Hitler zich onmiddellijk van Dietrich moeten ontdoen“.

## Naoorlogse tijd
Op 11 april 1949 werd Dietrich in het Wilhelmstraßenproces wegens misdrijven tegen de menselijkheid en deelname aan een criminele organisatie tot zeven jaar gevangenisstraf veroordeeld. Als de getuige à charge trad Ribbentrops perschef Paul Karl Schmidt op, die later onder de naam Paul Carell meerdere oorlogsboeken schreef. In augustus 1950 werd Dietrich door Hoge Commissaris generaal John Jay McCloy gratie verleend en werd uit de Gevangenis van Landsberg vrijgelaten. Dietrich nam later een functie bij de Duitse Kraftverkehrsgesellschaft.

## Carrière
Dietrich bekleedde verschillende rangen in zowel de Deutsches Heer als Allgemeine-SS. De volgende tabel laat zien dat de bevorderingen niet synchroon liepen.
| Datum            | Deutsches Heer       | NSDAP                  | Allgemeine-SS    | RMVP                 |
| ---------------- | -------------------- | ---------------------- | ---------------- | -------------------- |
| 10 augustus 1914 | Kriegsfreiwilliger   | —                      | —                | —                    |
|                  | Vizewachtmeister     | —                      | —                | —                    |
| 12 november 1917 | —                    | —                      | —                | —                    |
|                  | Leutnant der Reserve | —                      | —                | —                    |
| 2 juni 1933      | —                    | Reichsleiter der NSDAP | —                | —                    |
| 24 december 1932 | —                    | —                      | SS-Oberführer    | —                    |
| 1 januari 1934   | —                    | —                      | —                | —                    |
| 27 januari 1934  | —                    | —                      | SS-Brigadeführer | —                    |
| 15 januari 1938  | —                    | —                      | —                | Staatssekretär       |
| 20 april 1941    | —                    | —                      | —                | SS-Obergruppenführer |

## Lidmaatschapsnummers
- NSDAP-nr.: 126727[12] (lid geworden 1 april 1929[5][11])
- SS-nr.: 101349[11][12] (lid geworden 24 december 1932[5])

## Decoraties
- IJzeren Kruis 1914, 1e Klasse[3] (11 april 1918[11][16]) en 2e Klasse[3][15][11]
- Erekruis voor Frontstrijders in de Wereldoorlog[15] in 1934[11][3]
- Gouden Ereteken van de NSDAP[15][12] op 9 november 1936[11][3]
- Dienstonderscheiding van de NSDAP in zilver (15 dienstjaren)[15][11][3]
- SS-Ehrenring[15][12] op 1 december 1937[3]
- Ehrendegen des Reichsführers-SS[15][12] op 1 december 1937[3]
- Ehrenwinkel der Alten Kämpfer in 1934[3]
- Duits Olympisch Ereteken,  1e Klasse ("Voor zeer bijzondere verdienste bij het organiseren van de spelen") in 1936[11]
- Julleuchter der SS op 16 december 1936[11][3]
- Grootkruis in de Orde van Sint-Mauritius en Sint-Lazarus in mei 1938[11]
- Ehrenplakette für die Mitglieder des Reichs-Kultur-Senats[11]

## Publicaties
- Mit Hitler in die Macht. 1933. (online)
- Die philosophischen Grundlagen des Nationalsozialismus. Ein Ruf zu den Waffen deutschen Geistes. Met een nawoord door Alfred Ingemar Berndt. Ferdinand Hirt, Breslau 1935. (online)
- Der Führer und das deutsche Volk. 1936 (Engelse uitgave online)
- Weltpresse ohne Maske. 1937.
- Das Wirtschaftsdenken im Dritten Reich. 1937.
- Auf den Straßen des Sieges. Mit dem Führer in Polen. 1939.
- 12 Jahre mit Hitler. 1955.